# Forreston
Forreston – wieś w USA, w stanie Illinois, w hrabstwie Ogle. Według spisu z 2000 wioskę zamieszkuje 1469 osób. W 2023 liczba mieszkańców spadła do 1410 osób, a gęstość zaludnienia poniżej 672 osób/km².

## Geografia
Według spisu wieś zajmuje powierzchnię 2,1 km², całość stanowią lądy.

### Demografia
Według spisu z 2000 roku wieś zamieszkuje 1469 osób skupionych w 594 gospodarstwach domowych, tworzących 414 rodzin. Gęstość zaludnienia wynosi 683,4 osoby/km². W mieście znajdują się 632 budynki mieszkalne, a ich gęstość występowania wynosi 294,0 mieszkania/km². Wieś zamieszkuje 99,25% ludności białej, 0,14% rdzennych Amerykanów, 0,20% ludności azjatyckiej, 0,07% ludności innej rasy. Hiszpanie lub Latynosi stanowią 1,23% populacji.
We wsi są 594 gospodarstwa domowe, w których 35,4% stanowią dzieci poniżej 18 roku życia żyjących z rodzicami, 58,2% stanowią małżeństwa, 8,4% stanowią kobiety nie posiadające męża oraz 30,3% stanowią osoby samotne. 26,4% wszystkich gospodarstw domowych składa się z jednej osoby oraz 16,2% żyjących samotnie ma powyżej 65 roku życia. Średnia wielkość gospodarstwa domowego wynosi 2,47 osoby, natomiast rodziny 3,01 osoby.
Przedział wiekowy kształtuje się następująco: 28,3% stanowią osoby poniżej 18 roku życia, 6,5% stanowią osoby pomiędzy 18 a 24 rokiem życia, 28,5% stanowią osoby pomiędzy 25 a 44 rokiem życia, 19,4% stanowią osoby pomiędzy 45 a 64 rokiem życia oraz 17,3% stanowią osoby powyżej 65 roku życia. Średni wiek wynosi 37 lat. Na każde 100 kobiet przypada 90,8 mężczyzn. Na każde 100 kobiet powyżej 18 roku życia przypada 87,7 mężczyzn.
Średni dochód dla gospodarstwa domowego wynosi 36 554 dolarów, a dla rodziny wynosi 44 853 dolarów. Dochody mężczyzn wynoszą średnio 35 463 dolarów, a kobiet 21 086 dolarów. Średni dochód na osobę we wsi wynosi 16 958 dolarów. Około 7,4% rodzin i 9,6% populacji miasta żyje poniżej minimum socjalnego, z czego 13,8% jest poniżej 18 roku życia i 9,2% powyżej 65 roku życia.